# Stützwinkel
Der Stützwinkel ist ein Bauteil aus dem Flugzeugbau. Er stützt die Stringer und Spanten bei Unterbrechung, um die Instabilität aufzuheben.

## Verwendung
Die Stützwinkel werden dort verwendet, wo das Skelett eines Flugzeuges – bestehend aus Stringern (Längsstreben im Inneren eines Flugzeugrumpfes, die an der Außenhaut einmal durch den ganzen Rumpf führen) und Spanten (eine Art Träger, an dem die Außenhaut eines Flugzeuges angenietet wird und dem Querschnitt eines Rumpfes die runde Form gibt) – unterbrochen wird. Wenn Spanten in ihrem Rundlauf, bzw. Stringer in ihrer Längsführung durch den Rumpf eines Flugzeuges unterbrochen werden, wie zum Beispiel an Türen, Frachtraumklappen oder auch Notausstiegen über den Tragflächen, werden hier zur Stütz- und Verbindungskraft Stützwinkel angebracht, da an den Enden der Spanten und Stringer hohe Kräfte wirken.
Stützwinkel unterstützen auch die Clipverbindungen, die die Spanten nur mit der Außenhaut verbinden – sie jedoch nicht bei Unterbrechung der Struktur halten oder stützen.
Durch die lange Verbindung (durch Niete) am Stringer und durch seine senkrechte Positionierung am Spant erhält der Stützwinkel eine hohe Stützwirkung.